# Protesterna i Libanon 2019

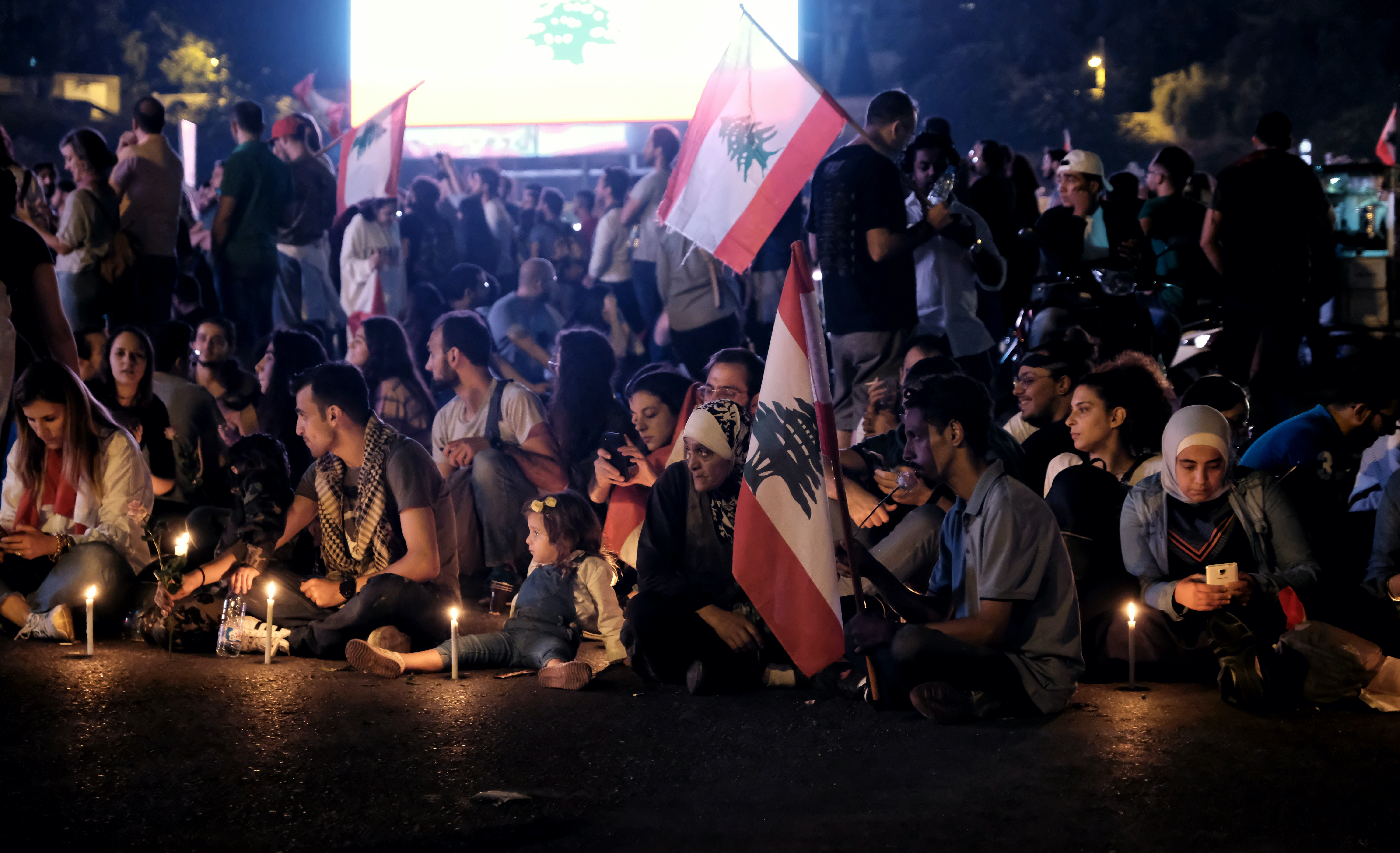
Demonstranter ockuperar en bro i Beirut 26 oktober 2019.

Protesterna i Libanon 2019 inleddes den 17 oktober. Den utlösande faktorn var förslaget på en rad nya skatter på, bland annat, tobak, bensin och ljud- och videosamtal via sociala medier. Protesterna förknippades särskilt med mobilapplikationen Whatsapp, förslagen kallades "whatsappsskatt", och de mynnade ut i massdemonstrationer mot korruption och skattehöjningar. Kritik har också riktats mot Libanons speciella konstitution där makten fördelas mellan olika religiösa och etniska grupper. Premiärminister Saad Hariri utlovade ekonomiska reformer men då protesterna fortsatte valde han att tillkännage sin avgång 29 oktober. Protesterna har varit fredliga men de har lamslagit landet.